# NGC 2357
NGC 2357 هي مجرة حلزونية تقع في كوكبة الجوزاء. اكتشفه إدوارد ستيفان في 6 فبراير 1885.

## مستعر أعظم
في 2010 تم اكتشاف مستعر أعظم من النوع II-P وتم اكتشاف في 2015 مستعر أعظم من النوع الأول في شهر مايو 2015.

## وصلات خارجية
- NGC 2357 على موقع ويكي سكاي: DSS2, SDSS, GALEX, IRAS, Hydrogen α, X-Ray, Astrophoto, Sky Map, Articles and images